# Kavalkade-Maler

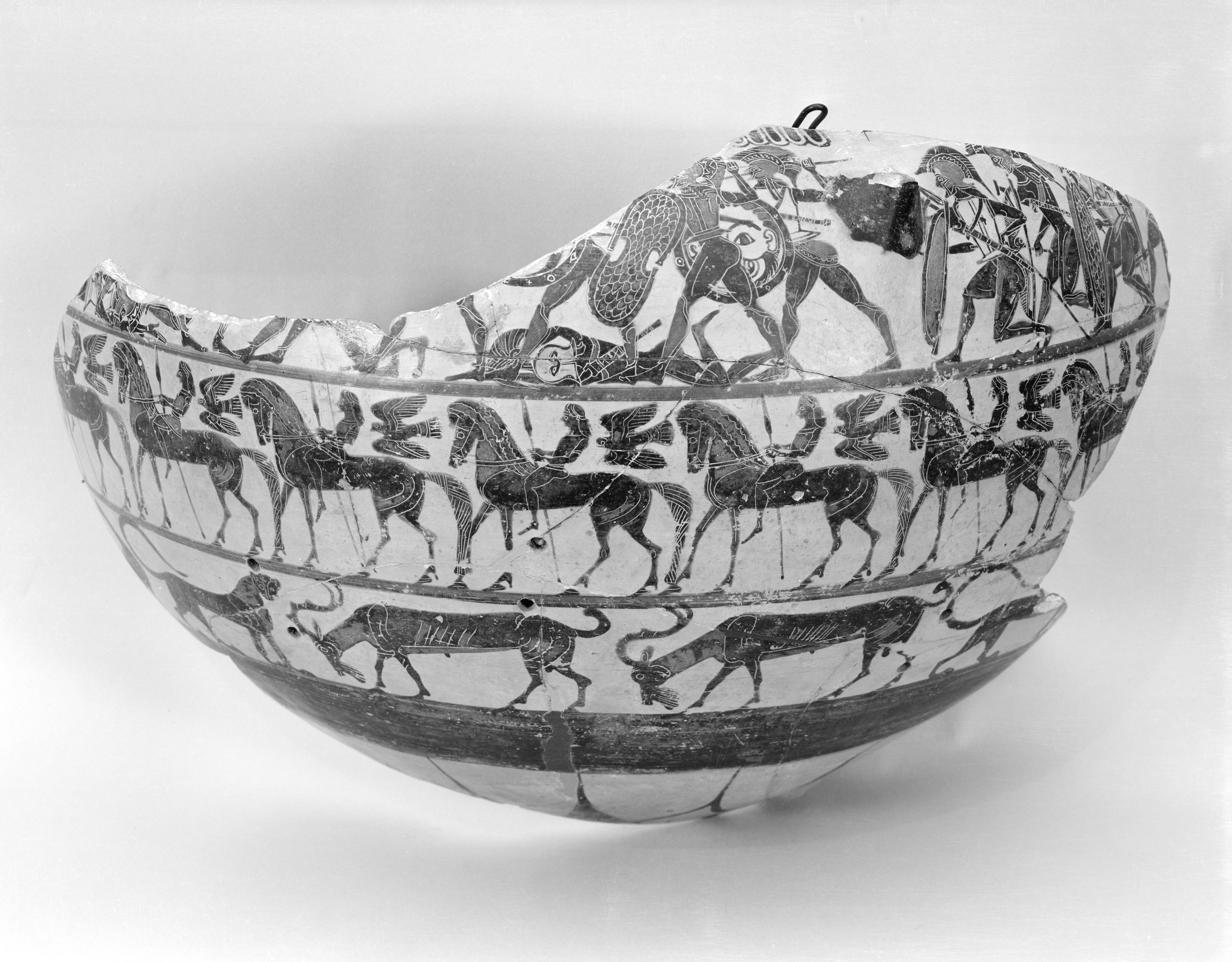
Reiter-Kavalkade auf einem Dinos im Metropolitan Museum of Art (12.229.9), um 590–570 v. Chr.

Der Kavalkade-Maler war ein mit einem Notnamen bezeichneter antiker griechischer Vasenmaler, der seine Werke im korinthisch-schwarzfigurigen Stil verzierte. Er arbeitete während der Mittelkorinthischen Phase des Stils (etwa 600 bis 575 v. Chr.), seine Werke werden etwa um 580 v. Chr. datiert.
Der Kavalkade-Maler gilt als einer der bedeutendsten und besten korinthischen Vasenmaler seiner Zeit. Er war der Hauptmeister der Gorgoneion-Gruppe. Er verzierte vor allem Schalen und Kratere. Seine Lieblingsthemen, die sich auf fast allen Außenseiten der Schalen fanden, waren die namensgebenden Reiterfriese, daneben Kampfszenen und Tierfriese. Wie bei der Gruppe üblich wurde die Innenseite der Schalen meist mit einem Gorgonenhaupt bemalt. Einmal zeigt er den Selbstmord des Ajax auf einer Vase mit reichen Namensbeischriften. Auch auf den Krateren zeigt der Kavalkade-Maler Reiterfriese, Kämpfe, Wagenzüge und Tierfriese. Hier zeigt sein wichtigstes Werk ein in einem Wagen fahrendes Hochzeitspaar. Dieses Werk gehört schon in die Umbruchphase zur Spätkorinthischen Vasenmalerei. Neun Werke sind vom Künstler bekannt, gesicherte Fundplätze sind Ägina und Kameiros.